# Gasteruption jaculator
Gasteruption jaculator es una especie de insecto himenóptero de la familia Gasteruptiidae, subfamilia Gasteruptiinae.

## Distribución
Esta especie está presente principalmente en Austria, Bélgica, Gran Bretaña, República Checa, Finlandia, Francia, Alemania, Grecia, Hungría, Italia, Polonia, Rumania, Rusia, Eslovaquia, España, Suecia, Suiza, en la región paleártica oriental y en el Cercano Oriente.